# 李休纂
李休纂（？—？），小字鍾羌，陇西狄道（今甘肃临洮县）人，出自陇西李氏仆射房，是凉武昭王的玄孙，西凉骁骑将军、祈连酒泉晋昌三郡太守李翻的曾孙，北魏使持节、侍中、都督西垂诸军事、镇西大将军、开府仪同三司、领护西戎校尉、沙州牧、并州刺史、敦煌宣公李宝的孙子，司空、清渊文穆公李冲的次子，李延寔、李延考、李长妃、李仲玉、李令妃、李媛华、李稚妃、李稚华的兄弟。
李休纂很有父亲李冲的风范，最终官至太子舍人，他死后，朝廷追赠骠骑大将军、尚书令、司徒公、雍州刺史，追封乐涫县公，后来进封高阳郡公，由李休纂的儿子李昂承袭。

## 家族
陇西李氏世系图